# Niên biểu Chiến tranh thế giới thứ hai (1939)
Đây là một Niên biểu các sự kiện diễn ra trong thời gian Chiến tranh thế giới thứ hai, trong năm 1939.

## Tháng 9 năm 1939

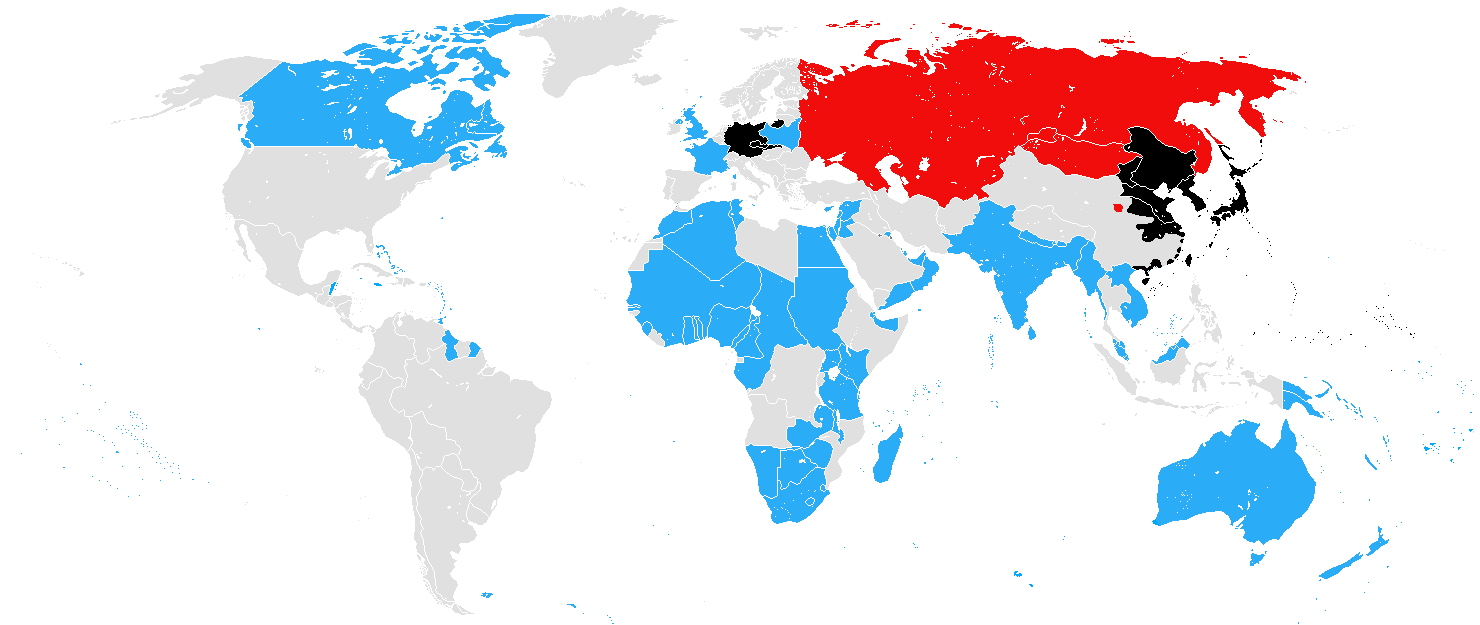
Các quốc gia Đồng Minh và phe Trục ngay trước khi Đức và Liên Xô xâm chiếm Ba Lan.

Trung Hoa Dân Quốc và Đế quốc Nhật Bản đã sớm có xung đột vũ trang được 3 năm trong Chiến tranh Trung-Nhật, vốn đang ở trong "Giai đoạn hai", bắt đầu vào tháng 10 năm 1938 và kết thúc tháng 12 năm 1941. Cuộc xung đột này về sau được gộp vào Chiến tranh thế giới thứ hai khi Nhật Bản tham gia phe Trục còn Trung Quốc theo phe Đồng Minh.
1: Đức Quốc Xã bắt đầu tấn công Ba Lan vào 4h45 sáng bằng các đòn không kích của không quân Đức (Luftwaffe) nhằm vào nhiều mục tiêu ở Ba Lan. Luftwaffe tấn công Kraków, Łódź, và Warszawa. Trong vòng 5 phút Luftwaffe tấn công, Hải quân Đức Quốc Xã (Kriegsmarine) lệnh cho thiết giáp hạm SMS Schleswig-Holstein khai hỏa vào kho hàng quân sự của Ba Lan trên bán đảo Westerplatte thuộc Danzig nằm ven biển Baltic, nhưng cuộc tấn công bị đẩy lui. Đến 8h00 sáng, Lục quân Đức (Wehrmacht Heer) mở cuộc tiến công gần thị trấn Mokra mặc dù vẫn chưa có một lời tuyên chiến chính thức nào được phát đi.
1: Estonia, Phần Lan, Latvia, Litva, Na Uy và Thụy Sĩ tuyên bố trung lập.
1: Chính phủ Anh Quốc tuyên bố tổng động viên quân đội Anh và bắt đầu kế hoạch sơ tán để chuẩn bị đối phó với các cuộc tấn công bằng không quân của Đức.
2: Anh và Pháp gửi một tối hậu thư chung cho Đức, yêu cầu quân Đức rút khỏi lãnh thổ Ba Lan; nhà độc tài Benito Mussolini tuyên bố Vương quốc Ý trung lập; tổng thống Douglas Hyde của Cộng hòa Ireland tuyên bố nước nước mình trung lập; chính phủ Thụy Sĩ ra lệnh tổng động viên chung cho các lực lượng của mình.
2: Đạo luật Quân dịch (Các Lực lượng Vũ trang) 1939 được ban hành, bắt buộc chế độ cưỡng bách tòng quân toàn diện đối với tất cả đàn ông từ 18 đến 41 tuổi cư trú tại Anh.
2: Danzig bị sáp nhập vào Đức. Lực lượng cố thủ trong thanh phố bị đè bẹp.
3: Lúc 11h15 sáng giờ tiêu chuẩn Anh (BST), thủ tướng Anh Neville Chamberlain loan báo trên Đài BBC rằng hạn chót cho tối hậu thư của Anh về việc quân Đức rút khỏi Ba Lan đã hết hạn lúc 11h00 sáng và như vậy quốc gia này đã ở trong tình trạng chiến tranh với Đức. Úc, Ấn Độ và New Zealand cũng tuyên chiến với Đức trong vòng vài giờ sau lời tuyên chiến của Anh.
3: 12h30 chiều giờ chuẩn Anh, chính phủ Pháp đưa ra một tối hậu thư tương tự, hạn cuối lúc 3h00 chiều.
3: Vài giờ sau khi Anh tuyên chiến, SS Athenia, một tàu du lịch Anh trên đường từ Glasgow, Scotland đến Montréal, Canada đã bị trúng thủy lôi của tàu ngầm Đức U-30 ở cách tây bắc Ireland 250 dặm. 112 hành khách và thủy thủ thiệt mạng. "Trận chiến Đại Tây Dương" bắt đầu.
3: Cuộc thảm sát Bromberg: nhiều người dân tộc thiểu số Đức bị giết tại thành phố Ba Lan Bromberg.
4: 8h00 sáng giờ Newfoundland, Lãnh thổ tự trị Newfoundland tuyên chiến với Đức.
4: Hoạt động tấn công đầu tiên của Anh trong cuộc chiến, Không quân Hoàng gia Anh (RAF) mở một cuộc đột kích vào hạm đội Đức tại Heligoland Bight. Họ nhằm vào thiết giáp hạm bỏ túi Đức là chiếc Admiral Scheer thả neo ngoài Wilhelmshaven ở đầu phía tây Kênh đào Kiel. Nhiều máy bay bị hạ trong cuộc tấn công, còn con tàu Đức bị đánh trúng 3 lần nhưng bom đều không nổ.
4: Nhật Bản tuyên bố trung lập trong cuộc chiến ở châu Âu. Bộ Hải quân Anh tuyên bố bắt đầu phong tỏa nước Đức, một trong những biện pháp chiến tranh kinh tế mà nước Anh tiến hành chống lại các nước phe Trục.
4: Hoa Kỳ bắt đầu tiến hành việc Tuần Tra Trung Lập.
5: Thủ tướng Nam Phi Barry Hertzog không có được sự ủng hộ trong việc tuyên bố Nam Phi trung lập và bị phế truất trong một cuộc họp kín trong đảng ủng hộ Phó Thủ tướng Jan Smuts.
5: Hoa Kỳ công khai tuyên bố trung lập.
6: Thủ tướng Nam Phi mới là Jan Smuts tuyên chiến với Đức.
6: Trận Barking Creek, một tai nạn bắn nhầm dẫn đến thiệt hại phi công tiêm kích đầu tiên của RAF trong cuộc chiến.
6: Quân Đức chiếm Kraków ở miền nam Ba Lan; quân đội Ba Lan rút lui toàn diện.
7: Pháp bắt đầu một cuộc tiến công có tính tượng trưng và tiến vào lãnh thổ Đức ở gần Saarbrücken.
7: Đạo luật Đăng ký Quốc gia 1939 được thông qua ở Anh, giới thiệu thẻ căn cước và cho phép chính phủ kiểm soát công nhân lao động.
8: Chính phủ Anh tuyên bố tái triển khai hệ thống đội hộ tống cho các tàu buôn Anh và một cuộc phong tỏa toàn diện đối với các tàu thuyền Đức.
9: Chiến dịch tấn công Saar của Pháp ngừng lại trước khu rừng Warndt rải mìn dày đặc, sau khi đã tiến được khoảng 8 dặm vào vùng lãnh thổ được bảo vệ sơ sài của Đức.
10: Sau khi được lưỡng viện Quốc hội Canada nhất trí thông qua, và nhận được sự Chuẩn y Hoàng gia từ Toàn quyền Canada là John Buchan, Canada tuyến chiến với Đức.
11: Phó vương Ấn Độ Lord Linlithgow tuyên bố với hai viện của cơ quan lập pháp Ấn Độ (Hội đồng Nhà nước và Hội đồng Lập pháp) rằng vì Ấn Độ đã tham gia chiến tranh, nên kế hoạch về một Liên bang Ấn Độ theo Đạo luật Chính phủ Ấn Độ 1935 sẽ bị hoãn vô thời hạn.
12: Maurice Gamelin ra lệnh đình chỉ cuộc tiến quân của Pháp vào lãnh thổ Đức.
15: Quân đội Ba Lan được lệnh cầm cự tại biên giới Romania cho đến khi quân Đồng Minh đến.
16: Lục quân Đức hoàn tất vòng vây quanh Warszawa.
16: Quân Pháp hoàn toàn rút khỏi nước Đức, kết thúc Chiến dịch tấn công Saar.
17: Liên Xô tấn công Ba Lan từ phía đông và chiếm giữ các vùng lãnh thổ ở phía đông tuyến Curzon cùng với Białystok và Đông Galicia.
17: Hàng không mẫu hạm HMS Courageous bị tàu ngầm Đức U-29 phóng ngư lôi đánh đắm khi đang tuần tra bờ biển Ireland.
17: Lục quân Đế quốc Nhật Bản mở cuộc tấn công vào thành phố Trường Sa của Trung Quốc, trong khi các lực lượng ở phía bắc Giang Tây tiến về phía tây đánh Hà Nam.
18: Tổng thống Ba Lan Ignacy Mościcki và tổng tư lệnh Edward Rydz-Śmigły rời Ba Lan đến Romania, tại đó cả hai đều bị giam giữ; Hồng quân Liên Xô tiến đến Vilnius và Brest-Litovsk. Tàu ngầm Ba Lan chạy thoát khỏi Tallinn - Estonia liền bị Liên Xô và Đức nghi ngờ về tính trung lập.
19: Quân đội Đức và Liên Xô gặp nhau gần Brest Litovsk.
19: Liên Xô phong tỏa cảng Tallinn, thủ đô Estonia.
19: Liên Xô và đồng minh Mông Cổ chiến thắng quân Nhật trong Chiến dịch Khalkhin Gol, kết thúc Chiến tranh biên giới Xô-Nhật.
19: Lục quân Nhật dùng khí độc tấn công Quốc dân Cách mệnh Quân Trung Quốc dọc theo sông Tân Tường trong trận Trường Sa.
20: Tàu ngầm Đức U-27 bị các khu trục hạm HMS Fortune và HMS Forester của Anh đánh chìm bằng thùng nổ sâu.
21: Thủ tướng Romania Armand Călinescu bị ám sát bởi Hộ vệ Sắt (Iron Guard), một nhóm chủ nghĩa dân tộc cực đoan Romania.
23: Lục quân Nhật đẩy Quốc dân Cách mệnh Quân ra khỏi khu vực sông Tân Cương, các Sư đoàn số 6 và số 13 vượt sông dưới sự yểm trợ của pháo binh và tiến xuống phía nam dọc sông Mịch La trong Trận Trường Sa.
24: Không quân Xô viết xâm phạm không phận Estonia. Estonia đàm phán với Vyacheslav Mikhailovich Molotov tại Moskva. Molotov cảnh báo rằng nếu Liên Xô không có được những căn cứ quân sự tại Estonia thì sẽ buộc phải dùng đến "những hành động căn bản hơn".
25: Đức bắt đầu các chính sách thời chiến trong nước với chế độ lương thực khẩu phần.
25: Các hoạt động của không quân Xô Viết tại Estonia. Lực lượng Liên Xô đóng dọc biên giới Estonia gồm có 600 xe tăng, 600 má̀y bay và 160.000 người.
26: Sau một cuộc pháo kích dữ dội, quân Đức mở trận tấn công lớn vào trung tâm Warszawa.
26: Máy bay ném bom Liên Xô xuất hiện trên bầu trời Tallinn.
27: Hoạt động tấn công đầu tiên của Lục quân Đức tại Tây Âu: đại bác trên tuyến phòng thủ Siegfried nổ súng vào các ngôi làng Pháp phía sau tuyến phòng thủ Maginot.
28: Hiệp ước Hữu nghị về Biên giới Xô-Đức được ký kết giữa Molotov và Ribbentrop. Nghị định thư thứ hai chỉ rõ chi tiết việc chia cắt Ba Lan đã được vạch ra theo Hiệp ước Xô-Đức (23 tháng 8 năm 1939) và cộng thêm Litva vào vùng ảnh hưởng của Liên Xô.
28: Phần còn lại của lục quân và dân quân Ba Lan ở trung tâm Warszawa đầu hàng quân Đức.
28: Liên Xô tập trung một lực lượng lớn quân tại biên giới Latvia. Không phận Latvia bị xâm phạm.
28: Estonia ký một Hiệp định Tương trợ Lẫn nhau trong vòng 10 năm với Liên Xô, cho phép Liên Xô có những căn cứ quân sự với 30.000 quân tại Estonia. Đổi lại Stalin hứa sẽ tôn trọng nền độc lập của Estonia.
29: Quân Nhật tiến đến ngoại ô Trường Sa, nhưng không thể chiếm được thành phố vì tuyến đường tiếp tế đã bị Quốc dân Cách mệnh Quân cắt đứt.
30: Thiết giáp hạ bỏ túi Admiral Graf Spee đánh chìm tàu buôn đầu tiên là tàu chở hàng Clement của Anh ngoài khơi bờ biển Pernambuco, Brazil.
30: Các lực lượng Pháp trên biên giới Pháp-Đức lui về phòng tuyến Maginot để chờ đợi một cuộc tiến công của quân Đức.

## Tháng 10 năm 1939
2: Latvia tiến hành đàm phán với Stalin và Molotov. Liên Xô đe dọa sẽ chiếm đóng bằng vũ lực nếu họ không có được các căn cứ quân sự tại Latvia.
2: Tuyên bố Panama được các nước cộng hòa châu Mỹ chấp nhận. Những hoạt động tham chiến sẽ không được tiến hành trong vùng lãnh hải lân cận lục địa Mỹ. Một khu vực trung lập rộng khoảng 300 dặm sẽ được Hải quân Hoa Kỳ tiến hành tuần tra.
3: Các lực lượng Anh tiến đến biên giới Bỉ, chờ đợi một cuộc tấn công của Đức về phía tây.
3: Đại diện Litva gặp Stalin và Molotov tại Moskva. Stalin đề nghị tặng Litva thành phố Vilnius để đổi lại việc cho phép Liên Xô có những căn cứ quân sự tại nước này.
5: Latvia ký một Hiệp định Tương trợ Lẫn nhau trong vòng 10 năm với Liên Xô, cho phép Liên Xô có những căn cứ quân sự với 25.000 quân tại Latvia. Đổi lại Stalin hứa sẽ tôn trọng nền độc lập của Latvia.
6: Quân đội Trung Quốc tuyên bố đánh bại quân Nhật trong Trận Trường Sa.
6: Cuộc kháng cự của Ba Lan kết thúc. Hitler phát biểu trước Quốc hội Đức, tuyên bố mong muốn một hội nghị với Anh và Pháp nhằm khôi phục hòa bình.
7: Đại diện Litva một lần nữa gặp phía Liên Xô tại Moskva. Người Xô Viết đòi hỏi các căn cứ quân sự.
9: Đức ban hành mệnh lệnh (Kế hoạch Vàng) để chuẩn bị xâm chiếm Bỉ, Pháp, Luxembourg và Hà Lan.
10: Lực lượng quân sự Ba Lan cuối cùng ra hàng quân Đức.
10: Các lãnh đạo hải quân Đức đề nghị Hitler rằng họ cần chiếm đóng Na Uy.
10: Thủ tướng Anh Chamberlain bác bỏ đề nghị hòa bình của Hitler.
10: Litva ký một Hiệp định Tương trợ Lẫn nhau trong vòng 15 năm với Liên Xô, cho phép Liên Xô có những căn cứ quân sự với 20.000 quân tại Litva. Trong một nghị định thư bí mật, Vilnius trở thành lãnh thổ của Litva.
11: Ước tính lực lượng Anh đóng tại Pháp lên đến 158.000 quân.
12: Adolf Eichmann bắt đầu trục xuất người Do Thái ở Áo và Tiệp Khắc đến Ba Lan.
12: Thủ tướng Pháp Édouard Daladier bác bỏ đề nghị hòa bình của Hitler.
12: Phía Phần Lan hội kiến Stalin và Molotov tại Moskva. Liên Xô đòi Phần Lan từ bỏ một căn cứ quân sự gần Helsinki và trao đổi một số lãnh thổ của Liên Xô - Phần Lan để bảo vệ Leningrad trước Anh Quốc hoặc mối đe dọa trong tương lai từ Đức.
14: Thiết giáp hạm HMS Royal Oak bị tàu ngầm U-47 do Günther Prien chỉ huy đánh chìm tại cảng Scapa Flow.
14: Phía Phần Lan gặp lại Stalin. Stalin tuyên bố một "tai nạn" có thể sẽ diễn ra giữa quân lính Phần Lan và Liên Xô nếu như cuộc đàm phán kéo dài quá lâu.
16: Cuộc tấn công bằng không quân đầu tiên tại nước Anh, nhằm vào các tàu thuyền ở Cửa sông Forth, Scotland.
18: Những lực lượng Xô Viết đầu tiên tiến vào Estonia. 12.600 người Baltic gốc Đức rời bỏ Estonia trong quá trình Umsiedlung (tái định cư phương Đông).
19: Các phần lãnh thổ Ba Lan chính thức bị nhập vào Đức; ghetto đầu tiên dành cho người Do Thái được lập ra ở Lublin.
20: "Cuộc chiến tranh kỳ quặc": binh lính Pháp đóng trong các khu nhà ở và đường hầm của phòng tuyến Maginot; người Anh xây dựng các công sự mới dọc theo "khoảng hở" giữa phòng tuyến Maginot và eo biển Manche.
20: Thông tri đầu tiên của Giáo hoàng Piô XII lên án chủ nghĩa phân biệt chủng tộ́c và chế độ độc tài.
27: Bỉ tuyên bố trung lập trước cuộc xung đột hiện tại.
30: Chính phủ Anh phát hành một báo cáo về các trại tập trung đang được dựng lên ở châu Âu dành cho người Do Thái và chống đối Quốc xã.
31: Khi người Đức lên kế hoạch tấn công Pháp, trung tướng Erich von Manstein đề nghị Đức nên tiến qua vùng Ardennes thay vì lối tấn công dự kiến là nước Bỉ.

## Tháng 11 năm 1939
1: Nhiều phần của Ba Lan, trong đó có vùng Hành lang Ba Lan, bị sáp nhập vào Đức. Liên Xô sáp nhập phần phía đông Ba Lan vào Ukraina và Belorussia.
3: Phần Lan và Liên Xô tiếp tục đàm phán về đường biên giới mới. Phía Phần Lan nghi ngờ mục đích của Stalin và từ chối từ bỏ những vùng lãnh thổ mà sẽ làm gãy vỡ tuyến phòng thủ của họ.
4: Đạo luật Trung Lập Hoa Kỳ được thông qua: Pháp và Anh có thể mua vũ khí nhưng trên cơ sở thanh toán hoàn toàn bằng tiền mặt. Những người theo chủ nghĩa biệt lập Mỹ coi đạo luật này là một sự "sỉ nhục".
4: Một nhà vật lý học Đức làm việc tại Siemens AG gửi một bức thư nặc danh đến đại sứ Anh ở Oslo, trao cho người Anh một Biên bản Oslo về những công nghệ vũ khí hiện tại và tương lai của Đức.
8: Hitler thoát chết trong một vụ nổ bom tại quán bia Munich, nơi ông phát biểu trong lễ kỷ niệm ngày Đảo chính quán bia năm 1923. Tình cờ ngày hôm đó, máy bay Anh cũng ném bom Munich.
13: Đàm phán giữa Phần Lan và Liên Xô tan vỡ. Phần Lan nghi ngờ Đức và Liên Xô đã nhất trí về việc đưa Phần Lan vào trong vùng ảnh hưởng của Liên Xô.
14: Chính phủ lưu vong Ba Lan chuyển đến Luân Đôn.
16: Trường hợp thương vong dân sự đầu tiên của Anh khi máy bay ném bom Đức giết chết James Isbister trong một cuộc không kích tại Orkney, Scotland.
17: Quân đội Cộng hòa Ireland (IRA) bị kết tội đặt bom ở Luân Đôn.
20: Không quân và tàu ngầm U-boat của Đức bắt đầu rải mìn cửa sông Thames.
23: Người Do Thái Ba Lan bị bắt phải đeo băng tay Ngôi sao David.
24: Nhật Bản tuyên bố chiếm đóng Nam Ninh ở miền nam Trung Quốc.
26: Sự kiện pháo kích Mainila, pháo binh Liên Xô bắn phá một cánh đồng gần biên giới Phần Lan với cáo buộc người Phần Lan sát hại quân lính Xô Viết.
29: Liên Xô cắt đứt quan hệ ngoại giao với Phần Lan.
30: Liên Xô tấn công Phần Lan, Chiến tranh Mùa Đông bùng nổ.

## Tháng 12 năm 1939
1: Helsinki bị ném bom. Trong 2 tuần đâu chiến tranh, quân Phần Lan rút về phòng tuyến Mannerheim, một tuyến phòng ngự đã lỗi thời ngay sau biên giới với Liên Xô.
2: Chế độ quân dịch ở Anh mở rộng giới hạn đàn ông từ 19 đến 41 tuổi.
5: Hồng quân Liên Xô bắt đầu tấn công dữ dội phòng tuyến Mannerheim.
7: Ý tiếp tục tuyên bố trung lập. Na Uy, Thụy Điển và Đan Mạch cũng tuyên bố trung lập trước cuộc xung đội Liên Xô-Phần Lan.
11: Hồng quân bị Phần Lan gây cho nhiều thất bại chiến thuật.
12: Khu trục hạm HMS Duchess bị chìm sau khi va chạm với thiết giáp hạm HMS Barham ngoài khơi bờ biển Scotland, 124 người chết.
13: Trận River Plate bên ngoài Montevideo, Uruguay. Hải quân Anh tấn công tàu Admiral Graf Spee của Đức.
14: Tàu Admiral Graf Spee bị thương nặng và rút lui vào cảng Montevideo.
14: Liên Xô bị khai trừ khỏi Hội Quốc Liên vì việc tấn công Phần Lan.
15: Hồng quân tấn công Taipale.
17: Tàu Admiral Graf Spee buộc phải rời cảng Montevideo theo luật quốc tế; và tự đánh đắm ngay ngoài cảng. Thuyền trường Hans Langsdorff bị bắt.
18: Những người lính Canada đầu tiên tới châu Âu.
18: Đức đánh bại Anh trong Trận Heligoland Bight
20: Thuyền trưởng Hans Langsdorff tự sát.
27: Những người lính Ấn Độ đầu tiên tới Pháp.
28: Chế độ phân phối thịt bắt đầu ở Anh.
29: Quân Phần Lan tiếp tục thành công trước Hồng quân Liên Xô, bắt được nhiều tù binh và xe cộ.